# Arne Tiselius
Arne Wilhelm Kaurin Tiselius (Estocolmo, 10 de agosto de 1902 — Uppsala, 29 de outubro de 1971) foi um cientista, químico e bioquímico sueco.

## Vida
Tiselius nasceu em Estocolmo em 10 de agosto de 1902. Após a morte de seu pai, ele e sua família tiveram de se mudar para Gotemburgo, onde estudou na Universidade de Uppsala, onde, em 1925, iniciou as suas atividades docentes. Tiselius tomou parte ativa na reorganização da pesquisa científica na Suécia nos anos seguintes a Segunda Guerra Mundial, e foi presidente da União Internacional de Química Pura e Aplicada (1951-1955). Ele também foi vice-presidente (1946-1960) e presidente da Fundação Nobel (1960-1964).
Recebeu o Nobel de Química de 1948, em reconhecimento aos seus trabalhos sobre a natureza do plasma sanguíneo, nomeadamente "pela sua pesquisa em eletroforese e análise de adsorção, especialmente por suas descobertas sobre a natureza complexa das proteínas séricas".
Casado, teve dois filhos. Morreu de um ataque cardíaco em 29 de outubro de 1971 em Uppsala.

## Citação de Arne Tiselius
Vivemos em um mundo onde, infelizmente, a distinção entre verdadeiro e falso parece se tornar cada vez mais turva pela manipulação dos fatos, pela exploração de mentes acríticas e pela poluição da linguagem. 

Arne Tiselius 